# Olax obcordata
Olax obcordata är en tvåhjärtbladig växtart som beskrevs av Alexander Segger George. Olax obcordata ingår i släktet Olax och familjen Olacaceae. Inga underarter finns listade i Catalogue of Life.